# SC 파에타노
SC 파에타노(이탈리아어: S.C. Faetano)는 파에타노를 연고로 하는 산마리노의 축구 클럽이다. 현재는 캄피오나토 산마리노 디 칼초에 참가하고 있다.

## 성적
- 캄피오나토 산마리노 디 칼초 3회 우승 (1985-86, 1990-91, 1998-99)
- 코파 티타노 3회 우승 (1993, 1994, 1998)
- 산마리노 연방 트로피 1회 우승 (1994)